# Prekambrium
Prekambrium (Kryptozoikum) je nejranější období ve vývoji Země, které zahrnuje vše až do začátku fanerozoika. Zahrnuje období od vzniku Země až do doby před 541 mil. let, kdy se prvně objevily organismy s pevnou schránkou. Prekambrium zahrnuje 88 % geologického času. Navazuje na něj fanerozoikum. 
Samotné prekambrium je neformální jednotka. Je to společné označení pro eony: proterozoikum (starohory, algonkium), archaikum (prahory) a hadaikum.

## Přehled
O prekambriu se toho moc neví. Většina informací pochází z doby od 60. let 20. století. Prekambrium má slabší fosilní záznam než následující období fanerozoika. Prekambrické fosilie (např. stromatolity) mají pouze omezené biostratigrafické využití. To je způsobeno metamorfózou většiny horniny prekambrického stáří, kvůli čemuž je původ hornin nejistý. Dále část hornin byla erodována, nebo zůstaly hluboko pohřbeny v zemské kůře pod mladšími horninami.
Předpokládá se, že Země splynula z materiálu na oběžné dráze kolem Slunce zhruba před 4,4–4,6 mld. let. Krátce po vzniku Země bylo v oblasti, kde se dnes Země pohybuje, více podobných těles, což vedlo ke srážce s planetkou Theia. Při srážce se odštěpil materiál, ze kterého byl vytvořen dalšími procesy Měsíc (viz Teorie velkého impaktu). 
Zemská kůra byla stabilní cca před 4,43 mld. let, i když krystaly zirkonu z teritoria Západní Austrálie jsou datované do doby před 4,40 mld. let.

## Formy života
Více informaci: Vznik života a Rané formy života

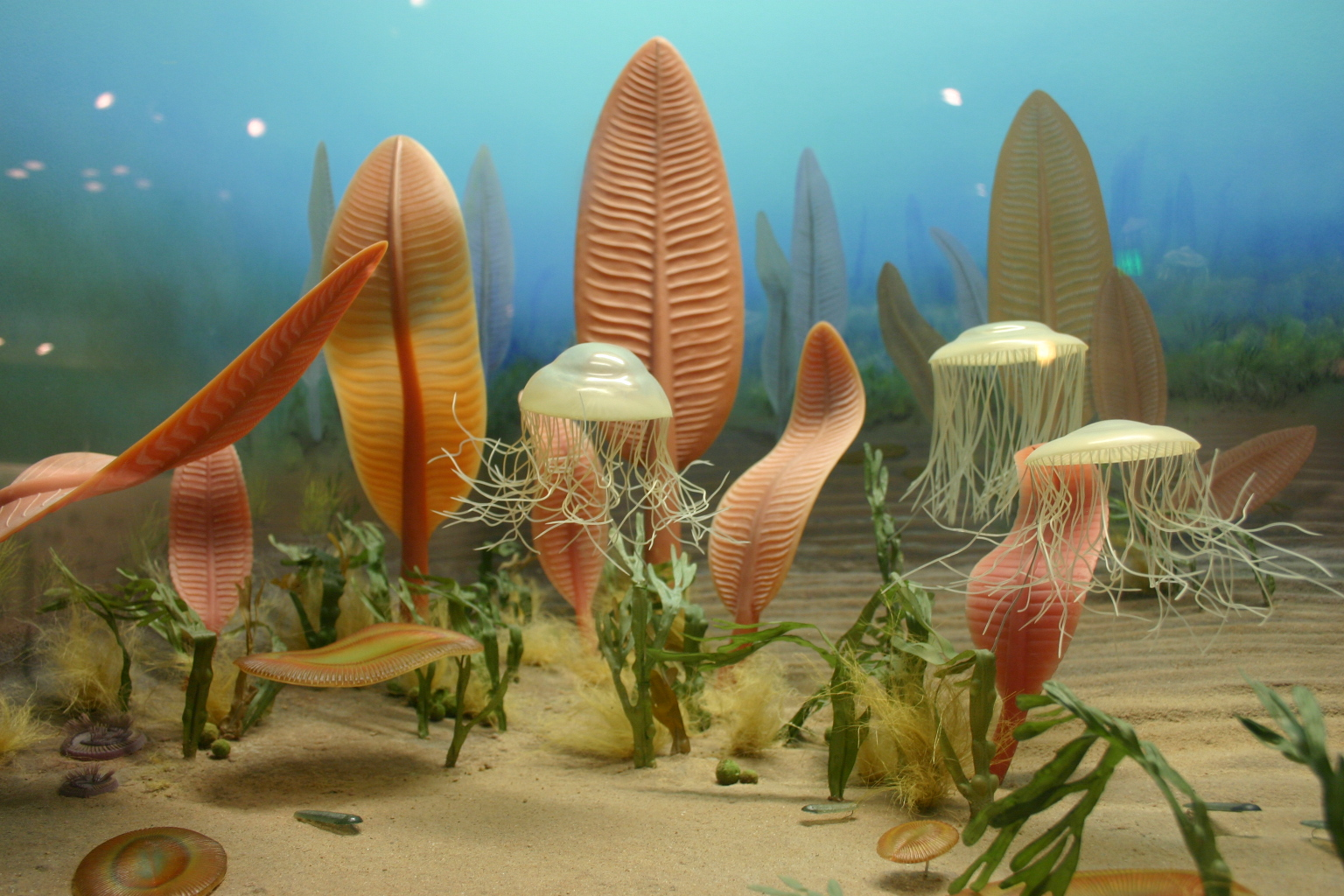
Ediakarské společenstvo v moři

Přesné datum vzniku života nebylo stanoveno. Nejstaršími známkami života jsou chemofosilie. Mezi ně patří stopy uhlíku, které byly nalezeny na jednom ze západních ostrovů Grónska s datací na dobu před 3,8 mld. let. V Západní Austrálii byly nalezeny dobře zachované mikroskopické fosilie bakterií starší než 3,46 mld. let.
Mnohobuněčné organismy se pravděpodobně objevily asi před 3,1 mld. let, avšak jejich identifikace je problematická. Další možné mnohobuněčné organismy zahrnují 2,45 mld. let staré červené řasy, nalezené na poloostrově Kola, 1,65 mld. let staré uhlíkaté biostruktury v severní Číně, 1,6 mld. let stará Rafatazmia a zřejmě 1,047 mld. let stará červená řasa Bangiomorpha z kanadské Arktidy.
Nejranější fosilie, u kterých je akceptován původ v tomto geologickém období, jsou komplexní mnohobuněčné organismy, datované do období nejmladšího proterozoika, ediakaru. Tyto fosilie představují měkkotělé organismy, které byly nalezeny na různých lokalitách po celém světě se stářím 635–542 mil. let. Jsou známy jako ediakarská či vendská fauna.
Souš byla v tomto období prakticky bez života. Chyběly rostliny i živočichové, nicméně sinice a jiné mikroorganismy tvořily prokaryotní organické maty, které pokrývaly souš.

## Životní prostředí a kyslíková krize
Detailní důkazy o deskové tektonice a další tektonické aktivitě v prekambriu jsou špatně zachované. Obecně se předpokládá, že protokontinenty začaly existovat přibližně před 4,28 mld. let. Až v době před 1,13 mld. let se většina zemských mas spojila do superkontinentu, známého jako Rodinie, která se rozpadla cca před 750 mil. lety. Bylo identifikováno několik období zalednění. Nejstarší je známé z období huron, tedy z doby před 2,4–2,1 mld. let. Nejlépe prostudovaným zaledněním prekambria je Varanžské zalednění v období před 850–635 mil. let. Toto zalednění přineslo glaciální podmínky až do rovníkové oblasti. Výsledkem byla tzv. "Snowball Earth".
Atmosféra rané Země byla velmi odlišná od dnešní. Hodně vědců, mezi nimi i geologů, věří, že primární atmosféra se skládala z dusíku, oxidu uhličitého a dalších inertních plynů, ale chyběl v ní kyslík. Nicméně existují důkazy, že od raného archaika existovala atmosféra obsahující kyslík.

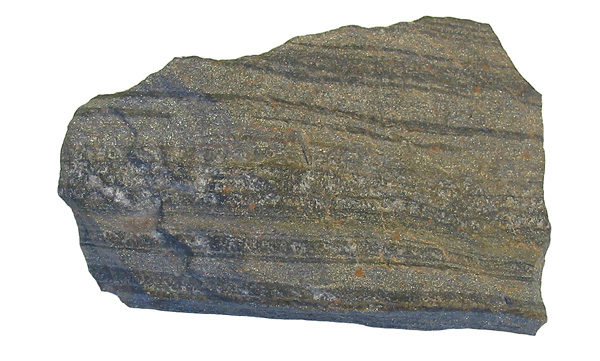
Páskovaná železná ruda

V současné době se stále věří, že molekulární kyslík nebyl významnou částí zemské atmosféry, dokud se nevyvinuly fotosyntetické formy života a nezačaly jej produkovat ve velkém množství jako vedlejší produkt metabolismu. Tato radikální změna atmosféry z inertní na oxidující způsobila ekologickou krizi, někdy nazývanou jako kyslíková krize. Nejdříve se kyslík vázal s jinými prvky zemské kůře, primárně s železem. Tímto procesem byl kyslík odstraňován z atmosféry. Jakmile byla dokončena oxidace zemské kůry, kyslík se začal akumulovat v atmosféře. Důkazem pro tuto událost jsou staré skály, obsahující páskovanou železnou rudu.

## Prekambrické superkontinenty
Pohyb zemských litosférických desek je příčinou formování a rozpadu kontinentů, včetně příležitostného vzniku superkontinentů. Prvním známým superkontinentem, který vznikl spojením protokontinentů, byla Vaalbara před 3,636 mld. let. Vaalbara se rozpadla před 2,845–2,803 mld. let. Další superkontinent, Kenorland, vznikl přibližně před 2,72 mld. let a rozpadl se v době asi před 2,45–2,1 mld. let do protokontinentů, které vytvořily základy kontinentů Laurentie, Baltika, Yilgarn a Kalahari. Další superkontinentem v řadě byla Kolumbia (Nuna), která vznikla před 2,1–1,8 mld. let a rozpadla se před 1,3–1,2 mld. let. Posledním superkontinentem v prekambriu byla Rodinie, která vznikla asi před 1300–900 mil. let, a která spojila většinu pevniny. Rodinie se rozpadla na osm kontinentů přibližně před 750–600 mil. let.